# Ressons-l'Abbaye
Ressons-l'Abbaye är en kommun i departementet Oise i regionen Hauts-de-France i norra Frankrike. Kommunen ligger i kantonen Méru som tillhör arrondissementet Beauvais. År 2018 hade Ressons-l'Abbaye 123 invånare.

## Befolkningsutveckling
Antalet invånare i kommunen Ressons-l'Abbaye
| Referens: INSEE |